# پاتریک لوسیر
پاتریک لوسیر (انگلیسی: Patrick Lussier؛ زاده ۱۹۶۴) فیلم‌ساز و تدوین‌گر کانادایی‌-آمریکایی است که بیشتر برای ساخت آثار ترسناک و همکاری با وس کریون شهرت دارد.

## فیلم‌شناسی
| کارگردان | کارگردان                 | کارگردان         | کارگردان                   |
| سال      | عنوان                    | دسته‌بندی         | یادداشت                    |
| -------- | ------------------------ | ---------------- | -------------------------- |
| ۲۰۲۲     | جعل مرگ                  | فیلم ویدئویی     |                            |
| ۲۰۱۹     | پاکسازی                  | مجموعه تلویزیونی | قسمت ۱۸: "قبل از آژیرها"   |
| ۲۰۱۱     | رانندگی جنون             | فیلم سه‌بعدی      | همچنین تدوین‌گر             |
| ۲۰۰۹     | ولنتاین خونین من         | فیلم سه‌بعدی      | همچنین تدوین‌گر             |
| ۲۰۰۵     | دراکولا ۳: میراث         | فیلم ویدئویی     |                            |
| ۲۰۰۳     | دراکولا ۲: معراج         | فیلم ویدئویی     |                            |
| ۲۰۰۰     | دراکولا ۲۰۰۰             | فیلم سینمایی     | همچنین تدوین‌گر             |
| ۲۰۰۰     | رسالت ۳: صعود            | فیلم ویدئویی     |                            |
| نویسنده  |                          |                  |                            |
| سال      | عنوان                    | دسته‌بندی         | یادداشت                    |
| ۲۰۱۵     | نابودگر: پیدایش          |                  | نویسنده و تهیه‌کننده اجرایی |
| ۲۰۱۱     | رانندگی‌ جنون             | فیلم سه‌بعدی      | نویسنده                    |
| ۲۰۰۵     | دراکولا ۳: میراث         | فیلم ویدئویی     | نویسنده                    |
| ۲۰۰۳     | دراکولا ۲:               | فیلم ویدئویی     | نویسنده                    |
| ۲۰۰۰     | دراکولا ۲۰۰۰             |                  | طراح داستان                |
| تدوین‌گر  |                          |                  |                            |
| سال      | عنوان                    | دسته‌بندی         | یادداشت                    |
| ۲۰۱۱     | رانندگی‌ جنون             |                  |                            |
| ۲۰۱۱     | آپولو ۱۸                 |                  |                            |
| ۲۰۰۸     | چشم                      |                  |                            |
| ۲۰۰۵     | نفرین‌شده                 |                  |                            |
| ۲۰۰۵     | چشم‌ قرمز                 |                  |                            |
| ۲۰۰۰     | دراکولا ۲۰۰۰             |                  |                            |
| ۲۰۰۰     | جیغ ۳                    |                  |                            |
| ۱۹۹۹     | موسیقی قلب               |                  |                            |
| ۱۹۹۸     | هالووین اچ۲۰: ۲۰ سال بعد |                  |                            |
| ۱۹۹۷     | تقلید                    |                  |                            |
| ۱۹۹۷     | جیغ ۲                    |                  |                            |
| ۱۹۹۶     | دی۳: اردک‌های قدرتمند     |                  |                            |
| ۱۹۹۶     | جیغ                      |                  |                            |
| ۱۹۹۶     | دکتر هو                  | تلویزیون         |                            |
| ۱۹۹۵     | خون‌آشام در بروکلین       |                  |                            |